# Єретик (поема)

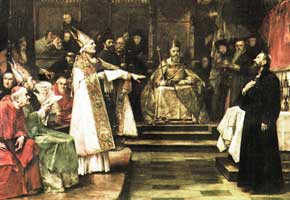
Констанцький собор. Ва́цлав Брожі́к

«Єретик» — поема Тараса Шевченка. Датується за автографом в окремому зошиті: присвята «Шафарикові» — 22 листопада 1845 року, Переяслав; поема — 10 жовтня 1845 року, с. Мар'їнське.

## Історія написання
Задум поеми, очевидно, виник після зустрічі й розмови Шевченка з О. М. Бодянським наприкінці березня 1845 року у Москві, від якого поет довідався про національно-визвольний рух чехів, словаків, про наукову діяльність П.-Й. Шафарика, якому присвятив поему. О. С. Афанасьєв-Чужбинський свідчив: «Шевченко рассказывал мне, что прочел все источники о гуситах и эпохе, им предшествовавшей, какие только можно было достать, а чтобы не наделать промахов против народности, — не оставлял в покое ни одного чеха, встречавшегося в Киеве и других местах, у которых расспрашивал топографические и этнографические подробности». Первісний автограф поеми не відомий. Можливо, поема спочатку мала назву «Іоан Гус». О. С. Чужбинський згадував, що наприкінці жовтня 1845 року Шевченко читав йому цю поему: «В два дня Тарас Григорьевич прочел мне несколько своих сочинений. Дивные вещи были у Шевченка... Из болыпих в особенности замечательны: Иоанн Гус, поэма, и мистерия без заглавия. В первой он возвысился, по моєму мнению, до своего апогея...». Так називав поему і В. І. Аскоченський, якому Шевченко читав її 26 травня 1846 року Він з пам'яті відновив такі рядки поеми:
| Ліві лапки | Народ сумує там в неволі, І на апостольськім престолі Чернець годований сидить: Людською кровію він шинкує, У найми царство віддає. Великий Боже! Суд Твій всує І всує царствіє Твоє... | Праві лапки |

У листі до М. І. Гулака від 1 травня 1846 року В. М. Білозерський написав: «Вчера был у меня Иван Як. Посяда и сказал, что Шевченко написал новую поэму — „Иоан Гус“. Я поневоле приятно позадумался над тем, какого гениального человека мы имеем в Тарасе Григорьевиче». Того ж року, весною, в розмові з Ю. Бєліною-Кенджицьким Шевченко продекламував:
| Ліві лапки | Отак німота запалила Велику хату. І сім'ю, Сім'ю слав'ян роз'єдинила І нишком, тихо упустила Усобищ лютую змію | Праві лапки |

У передостанньому рядку наведеної цитати є варіант: замість «І тихо, тихо упустила» — «І нишком, тихо упустила». Цілком можливо, що так було у первісній редакції. Повертаючись із заслання, Шевченко писав у листі до П. О. Куліша від 26 січня 1858 року з Нижнього Новгорода: «„Ян Гус“ повинен буть у Василя Васильовича Тарновського, що жив колись в Потоках Київської губернії. Перероблять його або знову робить у мене щось руки не підіймаються». Це була відповідь на пропозицію П. О. Куліша в листі від 22 грудня 1857 року: «От якби Гуса ти згадав або наново скомпонував! Ми знаємо тільки початок:
| Ліві лапки | Кругом тіснота і неволя, Народ закований мовчить, І на апостольськім престолі Чернець годований сидить. Людською кровію шинкує І Рай у найми оддає... Царю Небесний, суд Твій всує І всує царствіє Твоє! | Праві лапки |

. 
З пам'яті П. О. Куліш, очевидно, не все точно відновив, але в даному разі важливо, що і він називає поему не «Єретиком», а «Гусом».
Поему переписано з невідомого автографа до збірки «Три літа» під назвою «Єретик» у квітні—червні 1846 року у Києві, а пізніше, очевидно, М. І. Стороженко, який 1893 року виявив в архіві департаменту поліції виконавчої і описав справу III відділу 1847 року «О художнике Шевченко», відокремив її від збірки «Три літа», і таким чином виник автограф в окремому зошиті. Зошит з того самого грубого паперу, що й збірка «Три літа», той самий у нього формат, так само розлінійований, той самий почерк, те саме чорнило. Як свідчать дати, вступ написано пізніше, ніж поему, але переписано його до збірки «Три літа» одночасно з поемою. Автограф має незначні виправлення під час переписування поеми до збірки «Три літа» та дещо пізніші виправлення чорним олівцем і чорнилом, зроблені, можливо, в Седневі на початку 1847 року, коли поет готував друге видання «Кобзаря», яке не вдалося здійснити.
Після арешту поета, налякані можливим обшуком у них, В. В. Тарновський і його родина заховали малюнки, вірші й листи Шевченка, а коли тривожний час минув, Н. В. Тарновська відкопала із землі заховані папери. «Отдавая всегда, и после возвращения Шевченко из ссылки, все письма и рисунки его одному страстному собирателю всего касающегося Шевченко, — писав В. В. Тарновський, — этих вырытых из земли бумаг она не отдала, и тот ничего не знал о их существовании до смерти Н. В. Тарновской, когда оказалось, что они ею были отданы одной родственнице, которая в настоящее время не может их отыскать у себя. Не так жаль потери подлинных рисунков и рукописей Шевченко, как того, что между этими рукописями, можно предположить, находилось окончание известного только по началу, нигде не находимого и написанного именно в то время произведения Шевченко „Иван Гус„“».
На другий день після повернення із заслання до Петербурга, 28 березня 1858 року, Шевченко одержав від М. О. Максимовича через Г. П. Ґалаґана неповний список «Єретика» (рядки 1 — 227). Цього числа він занотував у щоденнику: «Зашел в гостиницу Клея и нашел там только что приехавшего из Москвы Григория Галагана. Он передал мне письмо Максимовича с его стихами, читанными им за обедом 25 марта, записку на получение „Русской беседы“ и моего, в Москве обретшегося „Еретика“, т. е. „Яна Гуса“, которого я считал невозвратно погибшим». Мова йде про список, розшуканий у Москві істориком і бібліофілом П. І. Бартенєвим. Він написаний невідомою рукою, походить від автографа у збірці «Три літа» (тепер окремого зошита), але до виправлень у ньому пізнішого часу (за винятком виправлень чорним олівцем). У листі до М. О. Максимовича Шевченко писав 5 квітня 1858 року: «„Єретик“ мій не весь, тут його й половини нема. Подякуй за мене Бартенєва і попроси його, чи не достане він де-небудь другу половину, а то я без неї нічого не вдію». Другої половини поеми не розшукано.
Шевченко працював над поемою далі за списком тільки частини її. Його виправлення мали переважно лексичний характер і не стосувалися ані композиції, ані ідейного спрямування твору. Оскільки у списку на початку поеми і після вступу-посвяти був заголовок «Єретик», Шевченко на початку червоним олівцем закреслив заголовок, посвяту «До Шафарика» виправив на «Шафарикові».

## Публікація
Перші 87 рядків з виправленнями Шевченка опубліковано у празькому «Кобзарі» 1876 року з додатком споминок М. Костомарова і М. Микешина (с. 29 — 31). Два уривки поеми за списком, розшуканим П. І. Бартенєвим, поет подавав у складі збірки «Поезія Т. Шевченка. Том первий» до цензури. Збірку розглядав член Головного управління цензури від міністерства внутрішніх справ О. Г. Тройницький. В його висновку є таке місце: «Я признавал бы нужным исключить вовсе: 7-мь стихотворений под общим заглавием: „Отрывки из неоконченных и утраченных штук“ на стр. 83 и 94... по резкости проникающего все эти отрывки сожаления об исчезновении вольностей Украйны и по превознесению, в последних двух стихотворениях, идей всеславянства и реформатора Гуса, называемого „святым“». «Святим» Шевченко називає Гуса в присвяті до поеми, отже, це перший вірш (уривок), другий — початок поеми (рядки 88 — 123). Ці два уривки вперше надруковано в журналі «Основа» за 1861 рік..
Уривок автографа (рядки 1 — 95) В. М. Білозерський 1863 року подарував львівському Народному дому, і з нього Мелетій Дуткевич у 1860-х роках зробив фотолітографію. Зберігся також уривок (рядки 96 — 123) автографа. На фотолітографічній відбитці прочитується напис В. М. Білозерського: «Оповідають свідки, що І. Шафарик, читаючи оце посланіє Шевченкове, плакав вдячними сльозами». Чеський учений О. Зілинський довів, що Шевченко переслав П.-Й. Шафарикові присвяту і початок поеми, орієнтовно, у квітні 1858—травні 1859 років через одного із своїх знайомих, які в цей час виїздили до Праги. Це міг бути І. К. Бабст, П. І. Бартенєв, Бр. Залеський, С. Аксаков, О. М. Бодянський, М. І. Сухомлинов. Про долю цього автографа 
О. О. Русов, який зустрічався з сином П.-Й. Шафарика, писав: «Після смерті батька він перебрав усі його книжки, рукописи, листи тощо і справді найшов цю поему, але без кінця, бо дальший листочок посланія до Шафарика десь, мабуть, зовсім загинув. Те ж, що він знайшов, він передав петербурзьким землякам Шевченка, коли вони заходилися ще у 1860-х роках видавати „Кобзаря“».
Від списку П. І. Бартенєва походив список у рукописній збірці невідомої особи з окремими, за свідченнями О. Я. Кониського, виправленнями Шевченка кінця 1850-х років, що належав Л. М. Жемчужникову і тепер не відомий. Цей список мав рядки 88—227, тобто в ньому не було вступу «Шафарикові» і другої половини поеми. У переважній частині наведені О. Я. Кониським варіанти з нього збігаються з варіантами списку П. І. Бартенєва, але в деяких випадках є розбіжності.
Перебуваючи в Україні 1859 року, Шевченко продовжував шукати повний текст поеми. Ф. Г. Лебединцев згадував про свою зустріч з ним тоді в Києві: «Просил он меня поискать, не найдется ли где в Киеве списка его поэмы „Иван Гус“... В поисках за „Гусом“ Шевченко припоминал некоторые места из этой поэмы и мурлыкал их про себя: но и то, что можно было расслышать, давно улетело из памяти моей. Помню, что, живши еще у о. Ефима Ботвиновского, он записал карандашом на клочке бумаги следующие стихи тирады о Папе:
| Ліві лапки | І на апостольськім престолі Чернець годований сидить. Людською кров'ю він шинкує І Рай у найми оддає... О милий Боже! Суд Твій всує І всує царствіє Твоє | Праві лапки |

Повного списку поеми «Єретик» Шевченко не розшукав. До журналу «Основа» 1861 року він подав для публікації тільки вступ-присвяту «Шафарикові» і початкові рядки поеми (1 — 123). 124 — 227-й рядки поеми «Єретик» вперше надруковано у львівському журналі «Правда» 1873 року під назвою «Папська булла». Рядки 228—374 вперше надруковано у журналі «Былое» 1906 року і того ж року в журналі «Нова громада».
Вперше всю поему надруковано у виданні: «Шевченко Т. Кобзарь.» 1907 року.
Збереглися списки невідомою рукою: арк. 2 звор., 6 — 7 звор.; арк. 2 — 3 звор., 61 — 61 звор.; с. 216 — 219; арк. 1 — 2 звор.; с. 119-125.

## Сюжет

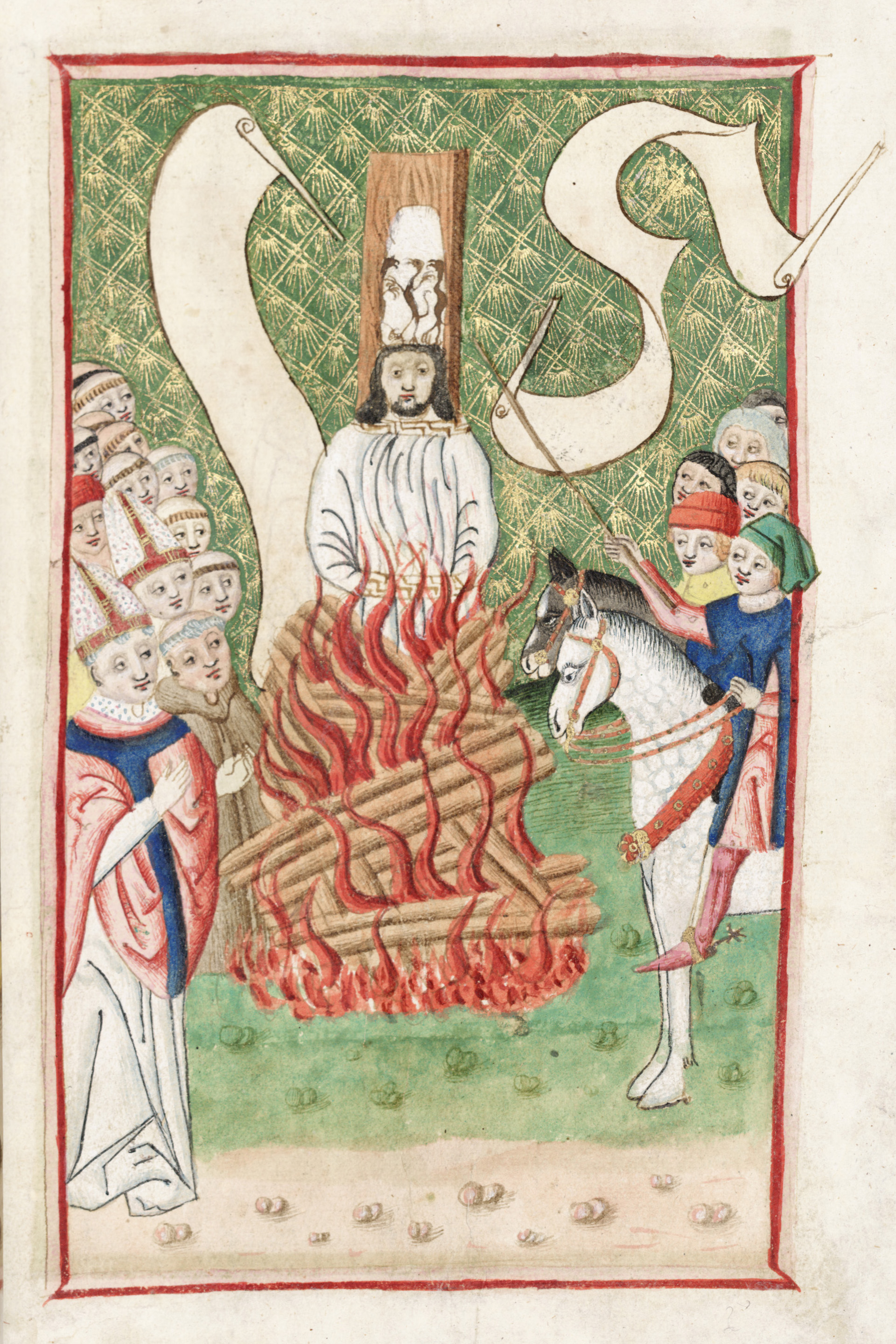
Спалення Яна Гуса

Поема оповідає про останні години життя чеського релігійного діяча Яна (Івана) Гуса, про його боротьбу з католицьким духовенством в Чехії. Він один з небагатьох, хто не побоявся сказати правду про лицемірство всього духовенства загалом, про продаж булл, індульгенцій, про «куплені» церковні посади й несправедливу канонізацію. Католицькі священики оголошують Яна Гуса єретиком та вирішують провести Інквізиційний суд під час Констанцького собору, а на його аутодафе Гусу виносять смертний вирок — через спалювання. Гус покірно приймає свою кару, просить Господа пробачити людям, які «не розуміють, що роблять». Поет говорить, що на цих людей зійде страшна кара:
| Ліві лапки | ...Ченці і барони Розвернулись у будинках І гадки не мають — Бенкетують та інколи Te Deum співають. Все зробили... Постривайте! Он над головою Старий Жижка з Таборова Махнув булавою | Праві лапки |